# Phố Hàng Khoai
Hàng Khoai là một con phố thuộc quận Hoàn Kiếm, trong khu phố cổ Hà Nội, đi từ đường Trần Nhật Duật đến phố Hàng Lược. Phố Hàng Khoai có chiều dài 360 mét.

## Lịch sử
Phố Hàng Khoai nguyên là đất thôn Huyền Thiên, tổng Hậu Túc (sau đổi thành tổng Đồng Xuân) huyện Thọ Xương cũ. Phố ngày nay thuộc 2 phường Đồng Xuân và Hàng Mã, quận Hoàn Kiếm.
Trước đây nơi này tập trung các hàng bán các loại khoai khác nhau nên mới có tên gọi như vậy. Ở giữa phố Hàng Khoai, tại số nhà 54 là chùa Huyền Thiên hay đền Huyền Thiên, là nơi thờ Huyền Thiên Trần Vũ, tức "ông thánh" vốn được thờ ở đền Quán Thánh. Đây là ngôi chùa cổ, thờ cúng Đạo giáo. Trong chùa vẫn còn một tấm bia dựng vào năm Cảnh Trị thứ 6 (năm 1668). Xưa hơn nữa, Trần Nguyên Đán cũng đã từng có một bài thơ đề vịnh quán này:
Bạch nhật thăng thiên dị
Trí quân Nghiêu Thuấn nan
Trần ai lục thập tải
Hồi thủ quý hoàng quan.
Dịch:
Ban ngày bay lên trời đi
Đi tìm Nghiêu Thuấn khó khăn
Trần tục 60 năm
Thẹn thùng đối mặt khách khăn vàng
Tên phố thời Pháp thuộc là rue des Tubercules (phố các củ).